# Aljoša Jurinić
Aljoša Jurinić (* 2. Juni 1989 in Zagreb) ist ein kroatischer klassischer Pianist. Jurinić hat 2012 den 16. Internationalen Robert-Schumann-Wettbewerb für Klavier in Zwickau gewonnen.

## Leben
Jurinić studierte an der Musikschule Pavao Markovac in Zagreb. Danach studierte er von 2007 bis 2012 bei Ruben Dalibaltayan an der Musikakademie der Universität Zagreb. Von 2009 bis 2011 studierte er bei Noel Flores an der Universität für Musik und darstellende Kunst Wien und von 2011 bis 2014 bei Eliso Virsaladze an der Musikhochschule in Fiesole. Derzeit studiert Jurinić bei Grigory Gruzman als Konzertdiplom-Kandidat an der Hochschule für Musik Franz Liszt Weimar.
Jurinić gewann 2012 den 16. Robert-Schumann-Wettbewerb in Zwickau und folgende Wettbewerbe in Italien: Den dritten Encore! Shura Cherkassky International Piano Competition in Mailand 2012, den Luciano Luciani Wettbewerb in Cosenza 2014 und den International Piano Competition in Massarosa 2014. 2015 war er Finalist des 17. Internationalen Chopin-Wettbewerbes. 2016 war er Preisträger des Concours Musical Reine Elisabeth im Fach Klavier. Darüber hinaus hat Aljoša Jurinić alle wichtigen Preise für junge Musiker in Kroatien gewonnen, insbesondere den Preis für den besten jungen Musiker des Zagreber Philharmonischen Orchesters 2012, den Ivo Vuljević Jeunesse Musicales Award 2010, den Ferdo Livadić Award 2013, den Darko Lukić Preis 2015 und den Vladimir Nazor Preis, der seit 1959 jährlich vom kroatischen Kulturministerium für allerbeste Leistungen im künstlerischen Bereich verliehen wird.
„Seit seinem Debüt in London (2007) gab er in vielen Ländern Konzerte, unter anderem bei den Festivals ‚Piano Fortissimo‘ in (Zagreb) und ‚Split Summer‘ in Kroatien, den ‚Sommermusikabenden‘ in Kiew,beim ‚Von Ostern zu Himmelfahrt‘ in Tiflis, beim Chopin Festival in Nohant, beim ‚Serate Musicali‘ in Mailand und beim ‚Festival Puccini‘ in Torre del Lago. Im Februar 2015 debütierte er mit einem Recital in der Carnegie Hall in New York. 2018 war er auf einer Debüt-Tournee in China, Ende 2018 wird er im Wiener Musikverein auftreten und 2019 wird er auf eine Japan- und China-Tournee gehen.“
Er spielte eine Vielzahl an Klavierkonzerten mit zahlreichen Orchestern, vor allem der Warschauer Philharmonie, dem Radio-Sinfonieorchester Berlin, dem Belgischen Nationalorchester, dem Royal Flemish Philharmonic Orchestra, dem Orchestre Royal de Chambre de Wallonie, der Plauen-Zwickau Philharmonie, dem Zagreb Philharmonic Orchestra, dem Symphonieorchester des Kroatischen Rundfunks, dem Sarajevo Philharmonic Orchestra, Kosovo Philharmonic Orchestra, den Symphonieorchester des Serbischen Rundfunks und anderen Klangkörpern. Seine erste CD veröffentlichte er 2017 unter dem Titel - Chopin Alive.